# Cachoeira de Goiás
Pour les articles homonymes, voir Cachoeira.
Cachoeira de Goiás est un village du Brésil situé dans l'État de Goiás.

## Histoire
L'histoire de Cachoeira de Goiás commence en 1892, lorsque Manoel Fernandes Pereira ainsi que d'autres familles construisent une chapelle dédicacée à l'Esprit divin.
La localité ne s'est pas beaucoup agrandie jusqu'à ce que Francisco Seabra de Guimarães œuvre pour que le village devienne un quartier de Goiás du nom de Cachoeira da Fumaça. En 1938, le quartier est rattaché à la municipalité de Paraúna sous le nom de Moitu, d'origine inconnue.
En 1948, il devient un quartier de la municipalité d'Aurilândia pour enfin devenir indépendant en 1953.

## Renseignements historiques, géographiques et démographiques
- Fondation : 1953
- Altitude : 764 m
- Population : 1 430 habitants
- Aire totale : 415,730 km2
- Densité : 3,44 hab/km2

## Personnalités liées à la commune
- João de Deus (1942-), médium